# Contea di Mercer (Dakota del Nord)
La contea di Mercer (in inglese Mercer County) è una contea del Dakota del Nord, USA. Al censimento del 2000 la popolazione era di 8.644 abitanti. Il suo capoluogo è Stanton.

## Storia
La legislazione territoriale creò la contea nel 1874 e venne nominata così in relazione ad uno dei primi coloni che si stabilirono a nord di Bismarck, William Henry Harrison Mercer.

## Geografia fisica
L'U.S. Census Bureau certifica che l'estensione della contea è di 2.880 km², di cui il 6,02% è composto d'acqua.
Confina con le seguenti contee:
- Contea di McLean - nord
- Contea di Oliver - est
- Contea di Morton - sud
- Contea di Stark - sud-ovest
- Contea di Dunn - ovest

## Città
- Beulah
- Golden Valley
- Hazen
- Pick City
- Stanton
- Zap

## Strade principali
- North Dakota Highway 31
- North Dakota Highway 37
- North Dakota Highway 49
- North Dakota Highway 200

### Evoluzione demografica

Situazione demografica